# 滝崎武光
滝崎 武光（たきざき たけみつ、1945年6月10日 - ）は、日本の実業家・慈善家。キーエンス創業者。キーエンス取締役名誉会長。キーエンス財団代表理事。兵庫県芦屋市出身。兵庫県立尼崎工業高校を卒業後、外資系のプラント制御機器メーカーに勤めた後、1度目の起業にチャレンジしたが倒産の憂き目に遭う。2度目の起業も、1回目と同様に失敗。3度目に設立した現キーエンスを日本トップクラスのメーカーにまで育て上げた。

## 来歴
- 1945年6月10日兵庫県芦屋市で生まれる。
- 兵庫県立尼崎工業高等学校卒業。
- 1974年5月、兵庫県尼崎市にてリード電機を設立(当時29歳)、代表取締役社長に就任[1]。
- 1981年6月、本社を大阪府吹田市に移転。
- 1984年11月、本社を大阪府高槻市に移転。
- 1986年10月、商号をキーエンスに変更。Key of Science（キー・オブ・サイエンス）が由来。
- 1994年8月、本社を大阪市東淀川区に移転。
- 2000年12月、キーエンスの代表取締役会長に就任[1]。
- 2015年3月、キーエンスの取締役名誉会長に就任[1]。